# Фемке Вірсма
Фемке Вірсма (нід. Femke Wiersma; Доккюм, 29 грудня 1984) — нідерландська політикиня. З 19 липня 2023 року вона стала депутатом у провінції Фрисландія від партії Фермерсько-Громадянський Рух (BBB).

## Політична кар'єра
До своєї політичної кар'єри вона була політичним радником різних сільськогосподарських організацій, таких як «Нідерландська спілка молочних фермерів» і Team Agro NL, організація, яка підтримує фермерів, садівників і рибалок. Вірсма брала участь у виборах до Палати представників у 2021 році. Партія BBB набрала 104 319 голосів, а Вірсма отримала 25 588 голосів і поступилася лише лідеру партії Каролін ван дер Плас, зайнявши друге місце в списку кандидатів. На провінційних виборах 16 березня 2023 року BBB отримала чотирнадцять місць у Фрисландії, а Вірсма отримала 8 206 голосів. 13 липня 2023 року була представлена програма коаліції BBB спільно з CDA, ChristenUnie та Фрисландською національною партією, де Вірсма буде відповідати за сільське господарство, FPLG (фрисландська програма сільської місцевості) та спадщину.

## Особисте життя
Вірсма з Гольверда - колишня учасниця національного шоу «Фермер шукає дружину» (Boer zoekt Vrouw) 2010 року, деякий час жила в Абкоуді з Гійсбертом Бакхейзеном.
З 2019 року вона є матір'ю-одиначкою з чотирма дітьми.